# Atrophie musculaire progressive
 (décembre 2016).
 Mise en garde médicale
L'atrophie musculaire progressive (AMP), en anglais : Progressive muscular atrophy (PMA), encore appelée atrophie musculaire d'Aran-Duchenne ou maladie d'Aran-Duchenne, est une affection dégénérative touchant le motoneurone, plus précisément le motoneurone inférieur ou (motoneurone spinal ou 2e motoneurone) de la corne antérieure. L'AMP représente environ 4 % des cas de maladie du motoneurone. Cette atteinte dégénérative des cornes antérieures se distingue de la sclérose latérale amyotrophique (SLA), la maladie la plus commune du motoneurone, qui concerne à la fois les premier et deuxième motoneurones et de la  sclérose latérale primitive, une maladie peu fréquente du motoneurone qui ne touche que le premier motoneurone (neurone corticospinal). Cette distinction est importante dans la mesure où le pronostic de l'AMP est meilleur que celui des autres formes.

## Histoire
Bien que plus rare que la SLA, l'AMP a été décrite plus tôt, lorsqu'en 1850 le neurologue français François-Amilcar Aran publie onze cas sous le nom d'atrophie musculaire progressive. Son contemporain Duchenne de Boulogne avait lui-même décrit la maladie un an plus tôt, mais sans en faire l'objet d'une publication, si bien que l'ordre des auteurs dans la désignation éponymique ne suit pas l'ordre de priorité chronologique : on parle le plus souvent de « maladie d'Aran-Duchenne ». Certains de ces cas ont été autopsiés par Jean Cruveilhier (1791-1874) d'où l'ancienne désignation de « paralysie de Cuveilhier ».

## Symptômes
La dégénérescence des neurones moteurs de la corne antérieure induit les symptômes suivants :
- amyotrophie
- fasciculations
- faiblesse musculaire.

Chez certains patients, les symptômes ne concernent que les bras ou les jambes, voire un seul membre. On parle alors de bras ou de jambe « en fléau », en anglais : Flail Arm (FA) ou Flail Leg (FL), car les membres pendent sans tonus. Ces cas, bien qu'invalidants, ont un meilleur pronostic.

## Diagnostic différentiel
Contrairement à la sclérose latérale amyotrophique ou la sclérose latérale primitive, l'atrophie musculaire progressive se caractérise par l'absence de :
- réflexes accélérés ;
- spasticité ;
- réflexe cutané plantaire ;
- humeur changeante.

## Diagnostic
Le diagnostic se pose par exclusion, il n'y a pas de test spécifique censé confirmer ou infirmer cette pathologie. Parmi les affections à exclure on note la neuropathie motrice multifocale et amyotrophie spinale. L'IRM, l'examen clinique, et l'électromyographie permettent d'affiner le diagnostic. L'électromyographie montre notamment la dénervation dans les parties du corps affectés et parfois dans celles qui ne le paraissent pas encore. Il faut généralement plus de temps pour être diagnostiqué avec l'atrophie musculaire progressive que la sclérose latérale amyotrophique (SLA), en moyenne 20 mois pour l'atrophie musculaire progressive contre 15 mois pour la SLA.

## Personnalités atteintes
- Mike Gregory (en), ancien capitaine de l'équipe de rugby à XV des British Lions et entraîneur du club des Wigan Warriors[4].